# Tulukiv, Sneatîn
Tulukiv (în ucraineană Тулуків) este localitatea de reședință a comunei Tulukiv din raionul Sneatîn, regiunea Ivano-Frankivsk, Ucraina.

## Demografie
Componența lingvistică a localității Tulukiv
     Ucraineană (99,38%)
     Alte limbi (0,41%)
Conform recensământului din 2001, majoritatea populației localității Tulukiv era vorbitoare de ucraineană (99,38%), existând în minoritate și vorbitori de alte limbi.